# Lompnieu
Lompnieu (prononcé /lo.njø/) est une ancienne commune française, située dans le département de l'Ain en région Auvergne-Rhône-Alpes. Le 1er janvier 2019, elle devient commune déléguée de Valromey-sur-Séran.

## Géographie
L'ancienne commune de Lompnieu s'étend sur 1 135 ha depuis le Séran en contrebas, à 550 m d'altitude, jusqu'en haut de la montagne de la Rochette (à 1 240 m) et depuis la commune de Ruffieu au nord jusqu'à la commune de Sutrieu au sud.
L'habitat se situe entre une altitude de 600 m (hameau de Chavillieu) et une altitude de 720 m (hameau des Vibesses). Le Bourg ainsi que les hameaux de la Chapelle et du Tremblay sont à 650 m d'altitude en moyenne.
La population s'élevait à 114 habitants au recensement de 2008, atteint 122 habitants en 2012, mais il faut remarquer que les logements sont à 40 % des résidences secondaires occupées pendant les congés pour la plupart.

## Histoire
Le 1er janvier 2019, Lompnieu intègre la commune nouvelle de Valromey-sur-Séran qui est créée par un arrêté préfectoral du 17 décembre 2018. Cette dernière regroupe Belmont-Luthézieu, Lompnieu, Sutrieu et Vieu. Initialement, le projet incluait Champagne-en-Valromey qui devait en être le chef-lieu mais le 12 novembre 2018, une majorité de conseillers votent contre la création de la commune nouvelle. Les autres communes décident toutefois de continuer l'aventure à quatre et par sa population, Belmont-Luthézieu devient le chef-lieu de la commune nouvelle.

## Politique et administration
| Période                                  | Période      | Identité         | Étiquette | Qualité |
| ---------------------------------------- | ------------ | ---------------- | --------- | ------- |
| mars 1965                                | mars 1977    | Paul Reymond     |           |         |
| mars 1977                                | mars 2000    | Frédéric Reymond |           |         |
| mars 2000                                | mars 2009    | Fernand Reymond  |           |         |
| mars 2009                                | janvier 2019 | Marc Charvet     |           |         |
| Les données manquantes sont à compléter. |              |                  |           |         |

| Période | Période  | Identité       | Étiquette | Qualité |
| ------- | -------- | -------------- | --------- | ------- |
| 2019    | 2020     | Marc Charvet   |           |         |
| 2020    | En cours | Gisèle Gonguet |           |         |

## Démographie
L'évolution du nombre d'habitants est connue à travers les recensements de la population effectués dans la commune depuis 1793. Pour les communes de moins de 10 000 habitants, une enquête de recensement portant sur toute la population est réalisée tous les cinq ans, les populations de référence des années intermédiaires étant quant à elles estimées par interpolation ou extrapolation. Pour la commune, le premier recensement exhaustif entrant dans le cadre du nouveau dispositif a été réalisé en 2004.
En 2018, la commune comptait 121 habitants, en évolution de −0,82 % par rapport à 2012 (Ain : +5,15 %, France hors Mayotte : +2,11 %).
| 1793 | 1800 | 1806 | 1821 | 1831 | 1836 | 1841 | 1846 | 1851 |
| ---- | ---- | ---- | ---- | ---- | ---- | ---- | ---- | ---- |
| 372  | 303  | 350  | 334  | 422  | 450  | 457  | 465  | 412  |

| 1856 | 1861 | 1866 | 1872 | 1876 | 1881 | 1886 | 1891 | 1896 |
| ---- | ---- | ---- | ---- | ---- | ---- | ---- | ---- | ---- |
| 426  | 419  | 393  | 383  | 384  | 350  | 361  | 326  | 320  |

| 1901 | 1906 | 1911 | 1921 | 1926 | 1931 | 1936 | 1946 | 1954 |
| ---- | ---- | ---- | ---- | ---- | ---- | ---- | ---- | ---- |
| 306  | 320  | 301  | 276  | 272  | 257  | 237  | 200  | 176  |

| 1962 | 1968 | 1975 | 1982 | 1990 | 1999 | 2004 | 2006 | 2009 |
| ---- | ---- | ---- | ---- | ---- | ---- | ---- | ---- | ---- |
| 166  | 150  | 122  | 115  | 97   | 103  | 97   | 96   | 118  |

| 2014 | 2018 | - | - | - | - | - | - | - |
| ---- | ---- | - | - | - | - | - | - | - |
| 115  | 121  | - | - | - | - | - | - | - |

## Culture locale et patrimoine

### Lieux et monuments

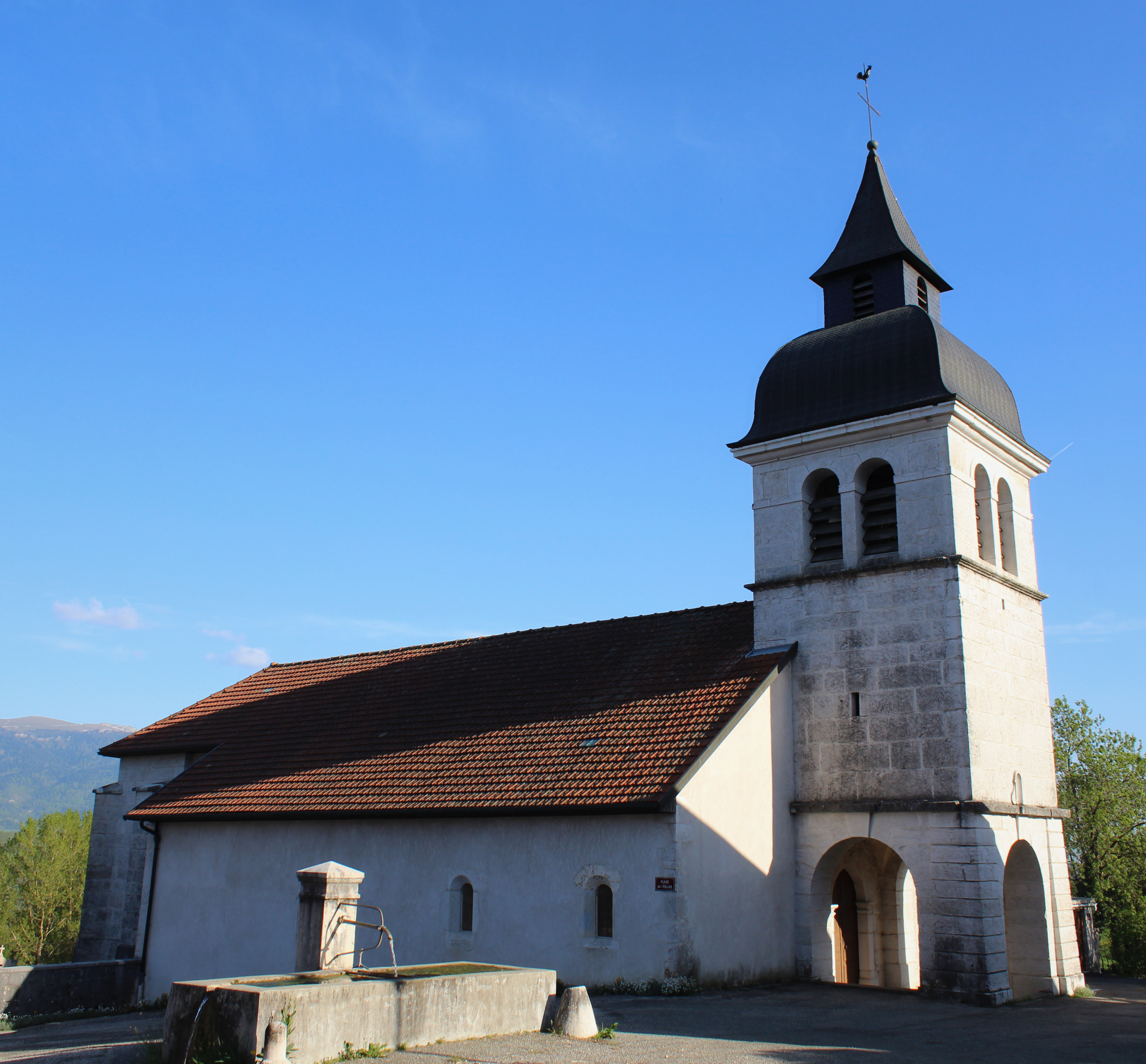
Église Saint-Michel.

- Ruines du château de Chavillieu ou « Château Rouge »[8]. ainsi que d'une chapelle.
- Église Saint-Michel